# Prognathodes
Prognathodes – rodzaj morskich ryb z rodziny chetonikowatych. Niektóre gatunki hodowane są w akwariach morskich.

## Występowanie
Wody oceaniczne, głównie Atlantyku.

## Klasyfikacja
Gatunki zaliczane do tego rodzaju:

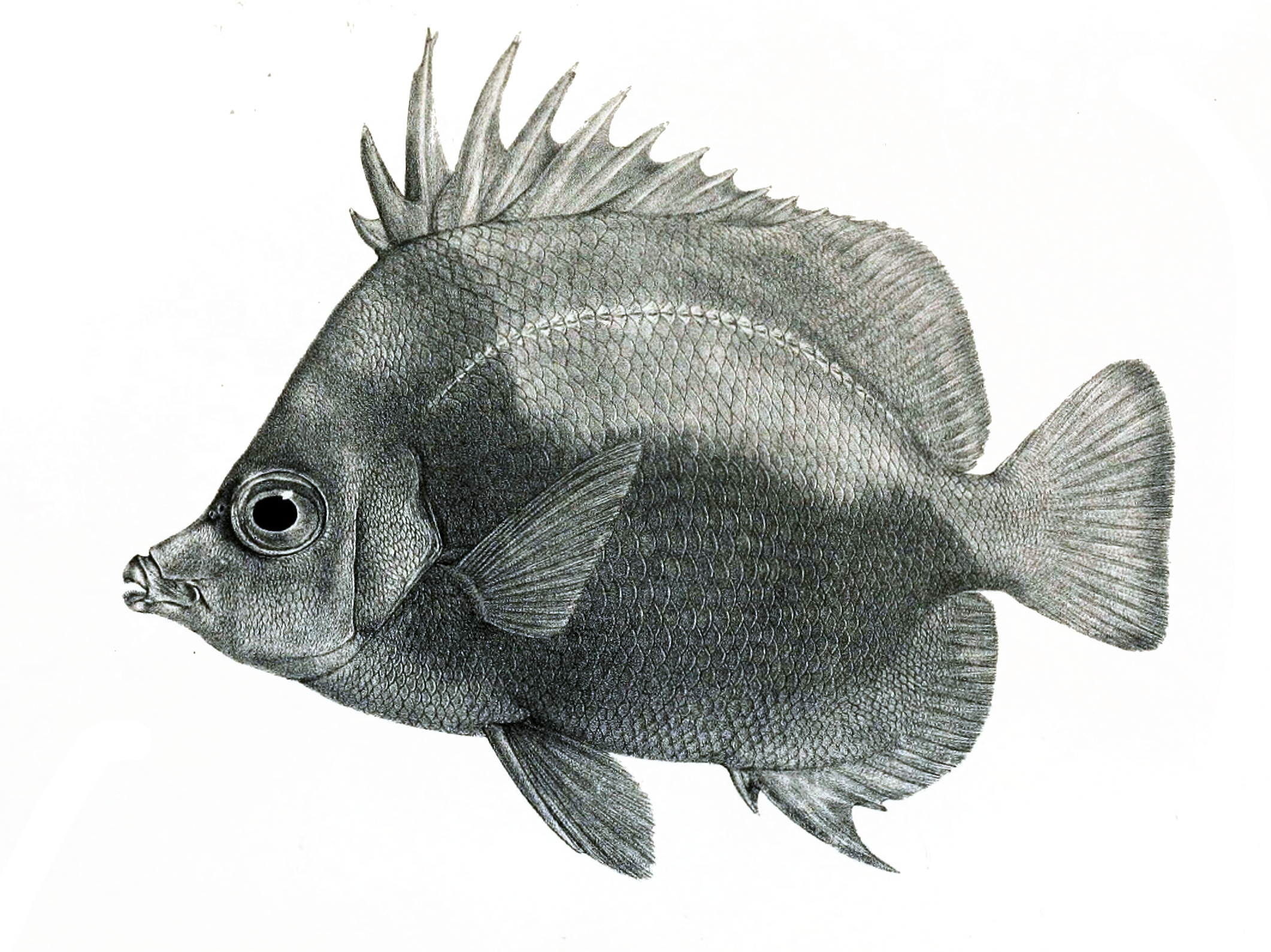
Prognathodes aculeatus
- Prognathodes aya
- Prognathodes brasiliensis
- Prognathodes carlhubbsi
- Prognathodes dichrous
- Prognathodes falcifer
- Prognathodes guezei
- Prognathodes guyanensis
- Prognathodes guyotensis
- Prognathodes marcellae
- Prognathodes obliquus

- Prognathodes dichrous